# Alfredo Rodríguez
Pour les articles homonymes, voir Rodríguez.
Rodríguez  Victoria est un nom espagnol. Le premier nom de famille, en général paternel, est Rodríguez ; le second, en général maternel, souvent omis, est Victoria.
Alfredo Rodríguez Victoria (né le 19 mai 1997 à La Paz) est un coureur cycliste mexicain.

## Biographie
En 2017, Alfredo Rodríguez effectue sa première saison au sein de l'équipe continentale américaine Elevate-KHS.

## Palmarès sur route

### Par année
- 2016
  - 3e étape de la Valley of the Sun Stage Race
  - 2e et 3e étapes de la San Dimas Stage Race
  - 1re étape de la Ruta del Centro
  - 2e du Manhattan Beach Grand Prix
- 2017
  - Pace Bend Road Race
  - Texas State Criterium Championship Skills
  - 2e étape du Nature Valley Grand Prix
  - 2e du Tulsa Tough
- 2018
  - Rosena Ranch Circuit Race
  - 4e étape de la Joe Martin Stage Race
  - Classement général du Tulsa Tough
- 2019
  - Victorville Road Race
  - 3e du Tour de Murrieta
- 2022
  - Chain of Lakes Cycling Classic
  - Clásica RPC Radio :
    - Classement général
    - 1re étape

  - Classement général du Tour de Floride du Sud
  - Sunny King Criterium
  - Spartanburg Criterium
  - Hapeville Criterium
  - Gateway Cup  :
    - Classement général
    - 1re étape

  - 2e du Tour de Somerville
  - 2e de la Crystal Cup
  - 2e du Tulsa Tough
- 2023
  - Spartanburg Criterium
  - 3e étape du Tour of America's Dairyland
  - 2e du Sunny King Criterium
- 2024
  - Sunny King Criterium
  - Crystal Cup
  - Littleton Twilight Criterium
- 2025
  - 2e du Sunny King Criterium

### Classements mondiaux
| Année            | 2017 | 2018 |
| ---------------- | ---- | ---- |
| UCI America Tour | 232e | 268e |

## Palmarès sur piste

### Championnats panaméricains
- 2015
  -  Médaillé d'argent de la poursuite par équipes juniors
  -  Médaillé d'argent du scratch juniors
  -  Médaillé d'argent de l'américaine juniors

### Championnats nationaux
- 2023
  - 2e du championnat du Mexique de poursuite par équipes